# ColdFusion on Wheels
CFWheels（全称：Coldfusion on Wheels）是一个开源的Web应用框架。它的名字有时缩写为Wheels。
它在设计时从ColdFusion、Ruby on Rails、Lucee和Railo借鉴了许多特点。它在设计时注重简单易用,允许开发者进行快速开发。它支持MVC设计模式。它实现了基于对象关系映射的Active Record模式。

## 外部連結
- CFWheels官方网站（页面存档备份，存于）
- CFWheels官方Github仓库（页面存档备份，存于）